# Roy Jones, Jr.

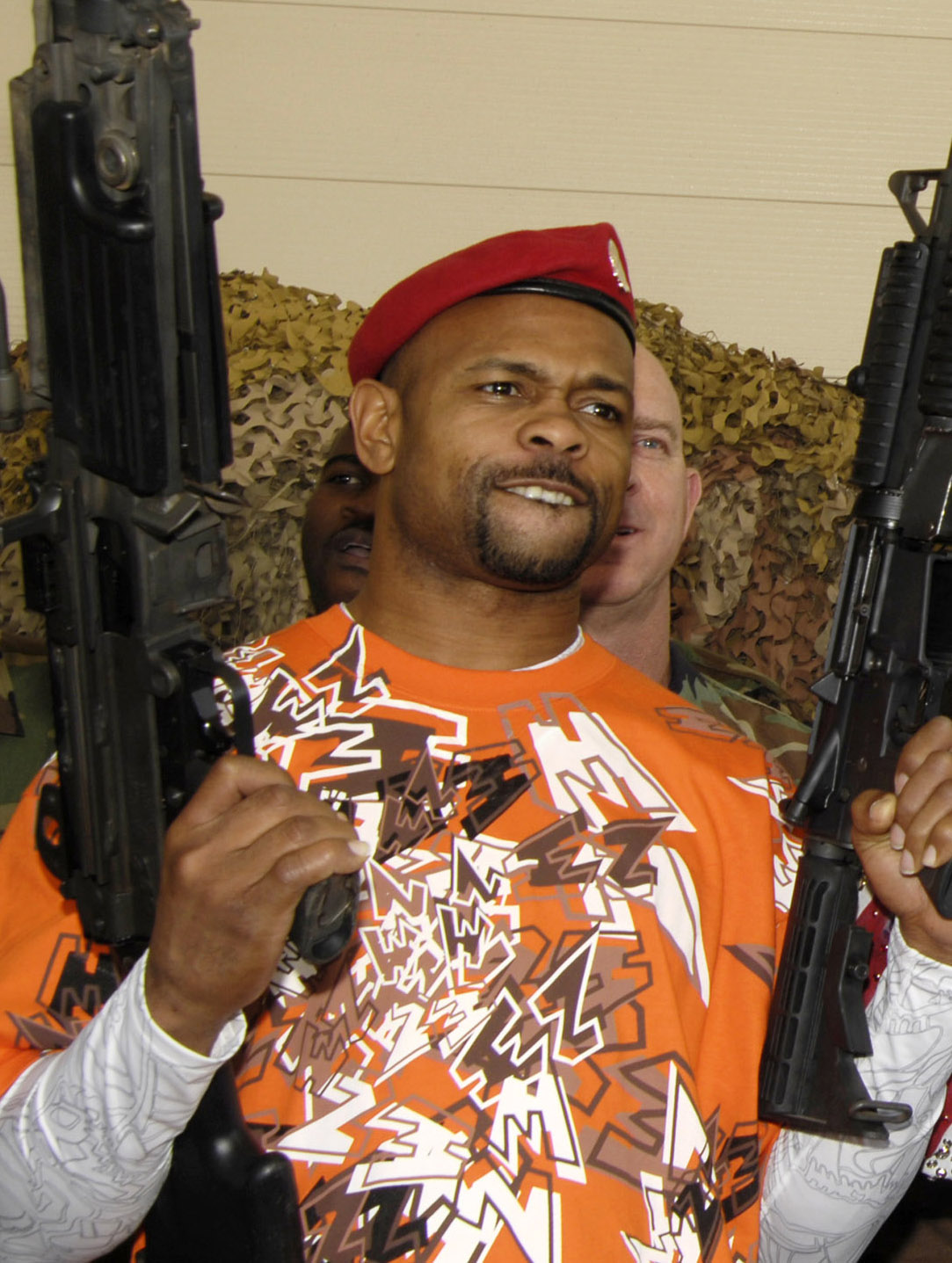
Roy Jones, Jr.

Roy Jones, Jr. (* 16. ledna 1969, Pensacola, Florida) je americký boxer. Je jediným mistrem světa v těžké váze v historii, který začínal v lehké střední váze a prošel tak šest váhových kategorií. Asociace amerických boxerských novinářů ho vyhlásila nejlepším boxerem devadesátých let.
V amatérském ringu měl bilanci 121 výher a 13 porážek, dvakrát získal Zlatou rukavici pro nejlepšího amatérského amerického boxera. Na olympiádě 1988 prošel hladce do finále, kde prohrál s domácím reprezentantem 2:3 na body. Verdikt vzbudil velké rozhořčení, protože Jones zaznamenal 86 zásahů, kdežto Jihokorejec Park Si-hun jen 32 (později vyšlo najevo, že rozhodčí byli podplaceni a změnil se systém bodování amatérských zápasů.). Důsledkem skandálu byla změna pravidel, kdy se začaly více zohledňovat počet zásahů a méně úsudek rozhodčích. Jones za své vystoupení dostal Cenu Vala Barkera pro nejtechničtějšího boxera olympiády.
V roce 1989 začal boxovat profesionálně, v roce 1993 získal po vítězství nad Bernardem Hopkinsem titul mistra světa organizace International Boxing Federation ve střední váze. O rok později porazil Jamese Toneyho a stal se mistrem světa superstřední váhy. V listopadu 1996 získal titul mistra světa World Boxing Council v polotěžké váze, když zdolal Mike McCalluma. V březnu utrpěl svoji první porážku v profesionálním ringu, když byl v utkání s Montellem Griffinem diskvalifikován pro nedovolený úder. Titul vyhrál zpátky o pět měsíců později, když Griffina knockoutoval. V březnu 2003 porazil Johna Ruize a získal mistrovský pás v nejtěžší váze World Boxing Association. Stal se tak teprve druhým boxerem v historii, který dokázal získat titul ve střední i supertěžké váze (prvním byl o 106 let dříve Bob Fitzsimmons). Titul však neobhajoval a o rok později o něj přišel. V prosinci 2013 porazil v Moskvě Francouze Zine Eddine Benmakhloufa a stal se mistrem světa těžké váhy organizace World Boxing Union. Celkově vyhrál 57 profesionálních utkání (z toho 40 K.O.) a pouze osmkrát byl poražen.
Založil rapovou skupinu Body Head Bangerz, s níž vydal roku 2004 desku Body Head Bangerz: Volume One. Hrál také menší role v trilogii Matrix a ve filmu Univerzální voják 4: Odplata.